# گرد روگنزاک
گرد روگنزاک (انگلیسی: Gerd Roggensack؛ زادهٔ ۵ اکتبر ۱۹۴۱) بازیکن فوتبال اهل آلمان است.
از باشگاه‌هایی که در آن بازی کرده‌است می‌توان به باشگاه فوتبال آرمینیا بیله‌فلد، باشگاه فوتبال کایزرسلاوترن، و باشگاه فوتبال بروسیا دورتموند اشاره کرد.